# 165 a.C.

## Eventos
- Cneu Otávio e Tito Mânlio Torquato, cônsules romanos.